# GE E60
GE E60(영어: GE E60)은 미국 제너럴 일렉트릭에서 개발한 전기 기관차로 미국의 철도 기업인 블랙메사 앤드 레이크 파월 철도(영어: Black Mesa and Lake Powell Railroad)의 발주로 개발되었고 1972년부터 1983년까지 73대가 생산되었다. 한 때 미국의 철도 기업인 암트랙도 이 기종을 운용했으나 무게 문제로 EMD AEM-7 기종의 등장과 동시에 모두 퇴역했다.

## 모델

### E60C
1970년대 초반 블랙메사 앤드 레이크 파월 철도(영어: Black Mesa and Lake Powell Railroad)의 발주로 도입된 모델로 1972년부터 도입되어 6대를 운용하고 있다.

### E60CP, E60CH
1974년 암트랙의 발주로 도입된 모델로 26대를 운용했다. 도입 당시 증기 발생기를 탑재한 E60CP와 HEP를 탑재한 E60CH 두 모델이 제작되었다.

### E60C-2
1982년 멕시코 국립 철도의 발주로 도입된 모델로 멕시코 사양에 맞게 최적화된 모델로 총 39대를 도입했다.

## 사진

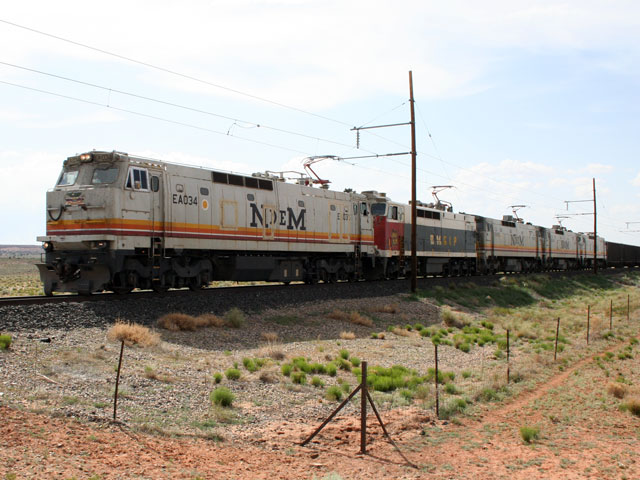
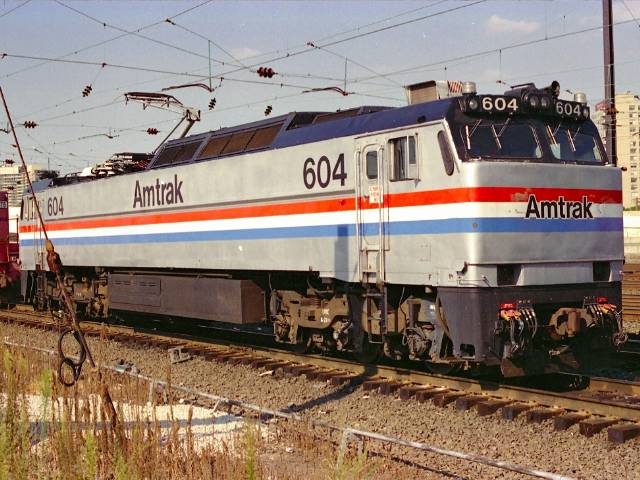
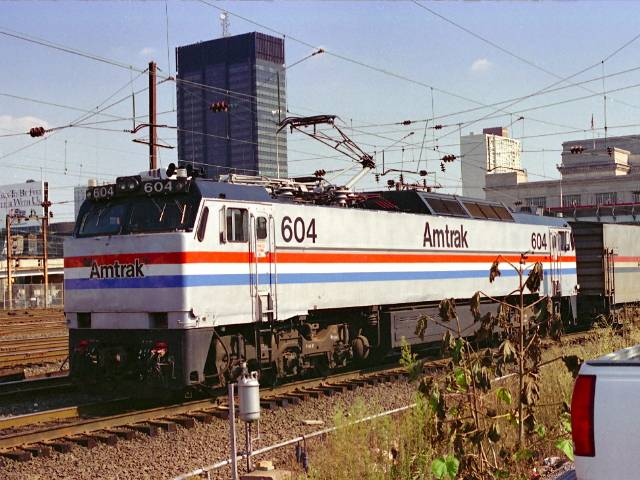
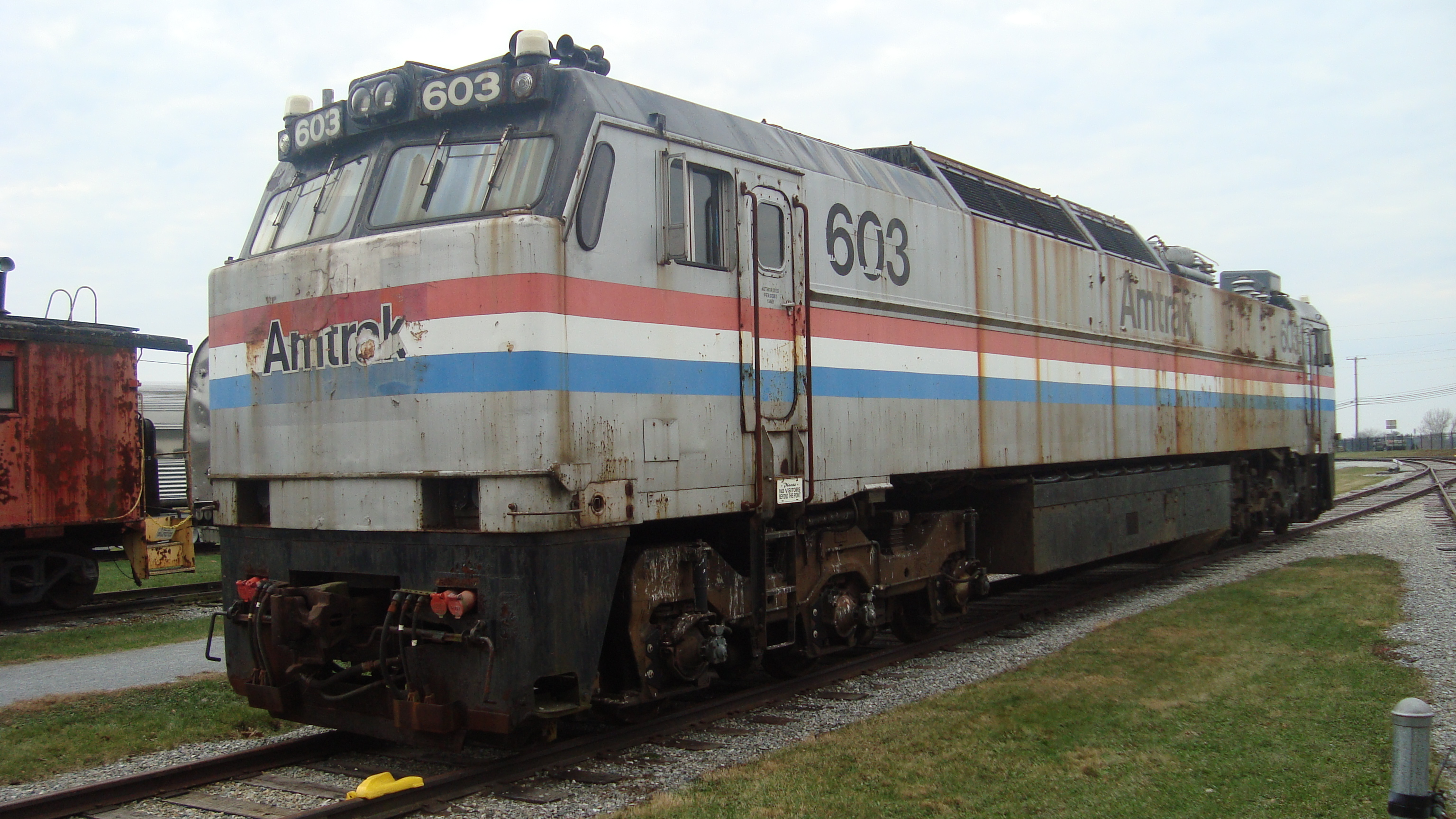